# Île Greely
L'île Greely (en russe : Остров Грили, Ostrov Grili) est une île de la terre François-Joseph.

## Géographie
D'une superficie de 127 km2, en Terre de Zichy, elle est entièrement glacée. Elle est séparée par moins de 2 km de l'île Ziegler, à l'est, par le détroit de Bout ; de 5,5 km au nord, de l'île Payer par le détroit de l'Amérique et, au sud, de 7 km de l'île  Wiener Neustadt par le détroit de Collinson. 

## Histoire
Découverte en 1904 par Anthony Fiala, elle a été nommée en l'honneur de l'explorateur arctique Adolphus Greely. 

## Vue satellite

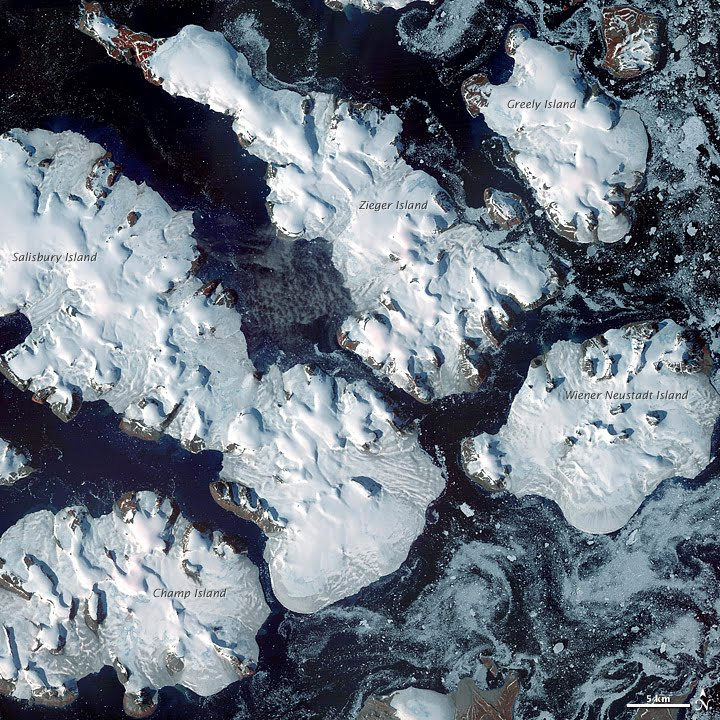